# Gründungstag des Unabhängigen Staates Kroatien

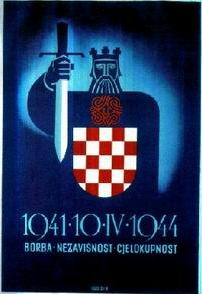
Propagandaplakat zum Gründungstag des Unabhängigen Staates Kroatien im Jahr 1944. Unter dem Gründungsdatum die Worte „Borba, Nezavisnost, Cjelokupnost“ (Kampf, Unabhängigkeit, Einheit).

Der Gründungstag des Unabhängigen Staates Kroatien (kroatisch Dan osnutka Nezavisne Države Hrvatske) war ein Nationalfeiertag des Unabhängigen Staates Kroatien (USK), der am 10. April (kroatisch deseti travanj) eines jeden Jahres als Tag der Staatsgründung begangen wurde. Der Diktator des Unabhängigen Staates Kroatien Ante Pavelić (1889–1959) erklärte ihn mit Gesetzesverordnung vom 13. März 1942, kurz vor dem 1. Jahrestag der Staatsgründung, zum gesetzlichen Feiertag.

## Geschichte

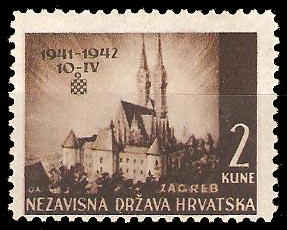
Briefmarke mit der Abbildung der Kathedrale von Zagreb und dem Aufdruck zum 1. Jahrestag der Gründung des USK: „1941–1942 / 10–IV.“

Nach Beitritt des Königreichs Jugoslawien zum Dreimächtepakt war es zu einem von Großbritannien unterstützten Putsch serbischer Offiziere gegen Prinzregent Paul gekommen. Die neue jugoslawische Regierung versuchte, sich mit dem Deutschen Reich zu verständigen, dieses begann aber am 6. April 1941 den Balkanfeldzug, einen Angriff auf Jugoslawien und Griechenland. Das am Vortag mit der Sowjetunion geschlossene Bündnisabkommen wurde nicht mehr wirksam. Am 17. April kapitulierten die jugoslawischen Streitkräfte. Bereits am 10. April, dem Gründonnerstag des Jahres 1941, marschierte die Wehrmacht in Zagreb ein, woraufhin Oberst Slavko Kvaternik im Namen der Ustascha-Bewegung mit den folgenden Worten – mit Bezug auf das unmittelbar bevorstehende Osterfest – in einer Radioansprache den Unabhängigen Staat Kroatien proklamierte:

„Hrvatski narode!

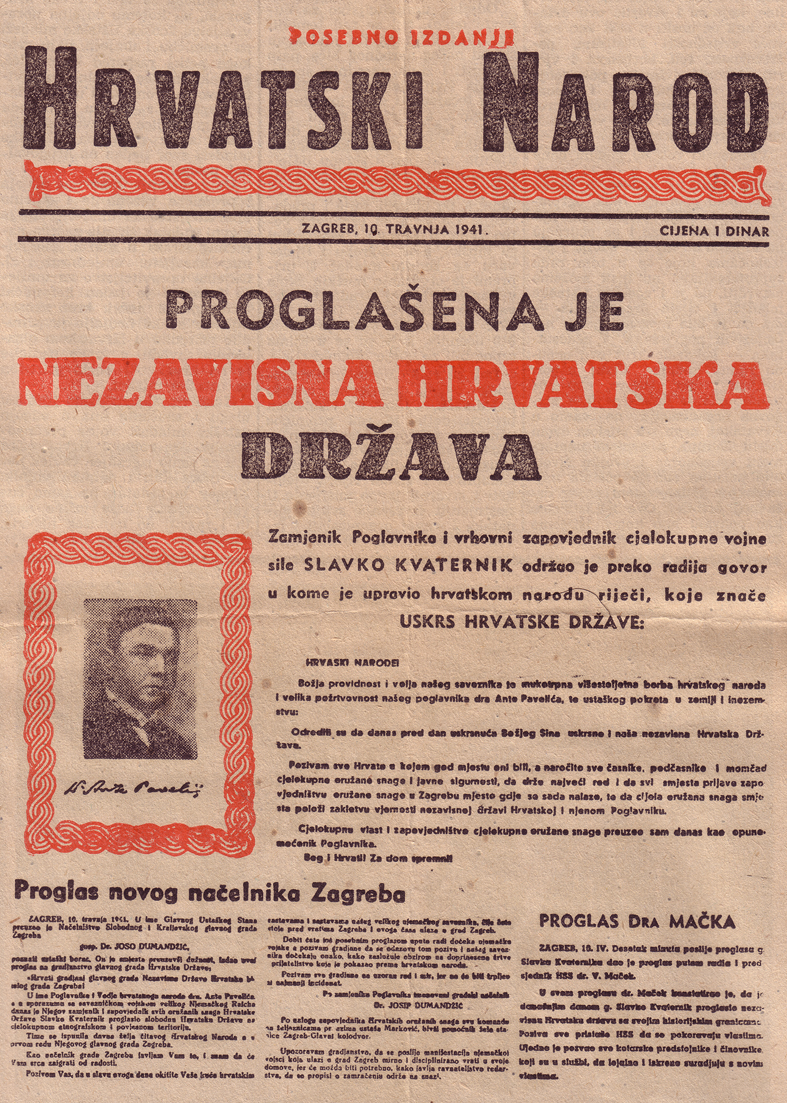
Sonderausgabe der Zeitung Hrvatski Narod vom 10. April 1941 mit der Schlagzeile „Proklamation des unabhängigen kroatischen Staates“ und dem Text der Proklamation.

Božja providnost i volja našeg saveznika, te mukotrpna višestoljetna borba Hrvatskoga naroda – i velika požrtvovnost našeg Poglavnika doktora Ante Pavelića, te Ustaškog pokreta u zemlji i inozemstvu; odredili su da danas pred dan Uskrsnuća Božjeg Sina uskrsne i naša Nezavisna Hrvatska Država!
Pozivam sve Hrvate, u kojem god oni mjestu bili, a naročite sve časnike, podčasnike i momčad cjelokupne oružane snage i javne sigurnosti, da drže najveći red i da svi smjesta prijave zapovjedništvu oružane snage u Zagrebu mjesto gđe se nalaze, te da cijela oružana snaga smjesta položi zakletvu vjernosti nezavisnoj Državi Hrvatskoj i njenom Poglavniku. Cjelokupnu vlast i zapovjedništvo cijele oružane snage preuzeo sam danas kao opunomoćenik Poglavnika!
Bog i Hrvati! Za dom spremni!“

„Kroatisches Volk!
Gottes Vorsehung und der Wille unseres großen Verbündeten sowie der jahrhundertelange Kampf des kroatischen Volkes und die große Opferbereitschaft unseres Poglavnik Dr. Ante Pavelić und der Ustascha-Bewegung in der Heimat und im Ausland haben es gefügt, dass heute, vor der Auferstehung des Gottessohnes, auch unser unabhängiger Staat Kroatien aufersteht.
Ich rufe alle Kroaten, insbesondere die Offiziere, Unteroffiziere und Mannschaften der Streitkräfte und der Organe der öffentlichen Sicherheit auf, Ruhe und Ordnung zu bewahren. Die Streitkräfte haben ihren Aufenthaltsort anzugeben und sofort den Eid auf den Unabhängigen Staat Kroatien und seinen Poglavnik zu leisten. Ich habe heute als der Beauftragte des Poglavnik das Kommando aller Streitkräfte übernommen.
Gott mit den Kroaten! Für das Vaterland bereit!“

## Nachwirkungen
Auch nach dem Zusammenbruch des USK im Jahr 1945 und der Errichtung eines sozialistischen Kroatien innerhalb eines Jugoslawien unter Tito wurde der 10. April als kroatischer Unabhängigkeitstag, vor allem von Kroaten in der Diaspora bzw. im Exil, meist unkritisch als Feiertag begangen.
Einem gemeinsamen Beschluss beider Kammern des kalifornischen Kongresses vom 16. März 1968 folgend, rief am 4. April 1968 der spätere US-Präsident Ronald Reagan in seiner Amtszeit als Gouverneur von Kalifornien, den 10. April zum „kroatischen Unabhängigkeitstag“ für Kalifornien aus:

„Executive Department
State of California
PROCLAMATION
WHEREAS The Croatian nation, ever since its early beginning in the seventh century, has had to fight to preserve freedom and independence, and in the pursuit of democratic processes created, more than a thousand years ago, one of the oldest elected parlia mentary bodies, the Sabor; and
WHEREAS Croatia is presently subjected to force and terror exerted by Yugoslavia which has prevented the election of representatives to the Sabor and has deprived Croatians of the basic human rights of self-determination, free elections, economy, culture, religion, and even language; and
WHEREAS More than 150,000 Americans of Croatian descent live in California, participating in economic, cultural, and political developments of the Golden State and always maintaining their vigilance against Communist aggression by sharing their knowledge and experience;
NOW THEREFORE, I, RONALD REAGAN, GOVERNOR OF CALIFORNIA, do hereby proclaim April 10th as CROATIAN INDEPENDENCE DAY to honor these Californians and invite all citizens to give renewed devotion to the just aspirations of all people for national independence and human liberty.“

„Stabsstelle
Staat von Kalifornien
PROKLAMATION
WEIL das kroatische Volk seit dem Anfang des siebenten Jahrhunderts gezwungen war zu kämpfen, um die Freiheit und Unabhängigkeit zu bewahren und im Laufe seiner demokratischen Entwicklung vor mehr als tausend Jahren, eines der ältesten gewählten Parlamente, den Sabor gründete;
WEIL Kroatien heute der Gewalt und Willkür Jugoslawiens ausgesetzt ist, das Parlamentswahlen unmöglich machte und die Kroaten der Grundmenschenrechte wie Selbstbestimmung, freie Wahlen, Wirtschaft, Kultur, Religion, sogar der Sprache beraubte;
WEIL mehr als 150.000 Amerikaner kroatischer Abstammung, die in Kalifornien leben, an den wirtschaftlichen, kulturellen und politischen Entwicklungen des Golden State teilnehmen, und immer ihre Wachsamkeit gegen die kommunistische Aggression aufrechterhalten, indem sie ihre Kenntnisse und Erfahrungen teilen;
DARUM PROKLAMIERE ICH, RONALD REAGAN, GOUVERNEUR VON KALIFORNIEN, den 10. April zum TAG DER KROATISCHEN UNABHÄNGIGKEIT um diese Einwohner Kaliforniens zu ehren. Ich rufe alle Bürgerinnen und Bürger auf, dem gerechten Streben aller Völker nach nationaler Unabhängigkeit und der Freiheit des Menschen beizustehen.“

Reagan erhielt bei der gewonnenen Präsidentschaftswahl am 4. November 1980 viele Stimmen von US-Amerikanern kroatischer Abstammung.